# Howard Lederer
Howard Lederer est un joueur professionnel de poker, né le 30 octobre 1964 à Concord (New Hampshire). C'est le frère de la joueuse professionnelle de poker Annie Duke à qui il a appris à jouer.
Lederer possède un comportement calme et analytique à une table qui lui valent le surnom du "Professeur du poker". Il base sa stratégie sur le calcul et prend son temps pour construire ses coups. Il a fait des vidéos d'instruction pour élever son niveau au poker.
Cependant, en 2011, il serait impliqué dans l'escroquerie de style pyramidal, de la société Full tilt poker. Cette affaire est en cours.

## Bracelets WSOP
| Année | Tournoi                     | Gains (US$) |
| ----- | --------------------------- | ----------- |
| 2000  | 5 000 $ Limit Omaha Hi-Lo   | 198 000 $   |
| 2001  | 5 000 $ Deuce to Seven Draw | 165 870 $   |